# 김방경
김방경(金方慶, 1212년~1300년)은 신라 마지막 왕인 경순왕(敬順王)의 후손으로 고려 말기 원종 때부터 봉공한 무신이자 문신이다. 자는 본연(本然)이고, 본관은 안동(安東)이며, 시호는 충렬(忠烈)이다. 선충협모정난정국공신 벽상삼한삼중대광(宣忠協謨定難靖國功臣 壁上三韓三重大匡) 추증되고, 상락공(上洛公)에 봉해졌다. 안동(安東)을 식읍으로 받아 구 안동 김씨의 중시조가 되었다.
충직하고 신의가 두터우며 그릇이 크고 넓어서 작은 일에 구애받지 않고 곧으며 말수가 적었다. 아들이나 조카를 대할 때 반드시 예로 대하고, 전고(典故)에 대해 많이 알아 일을 처리하는데 착오가 없었다. 자신을 다스림에 근검하고 낮에는 눕지 않았다. 늙어서도 두발이 희지 않았으며 추위와 더위에도 질병이 없었다. 옛 벗을 버리지 않았으며 상(喪)이 있으면 번번이 가서 조문하였다.
비록 한가로운 때라도 나라를 걱정하길 집안 걱정하듯 하였으며, 평생 왕(王)의 득실에 관해 말하지 않으니 왕은 큰 의논할 일이 있으면 반드시 자문을 구하였다. 그러나 국정을 맡은 것이 오래되었으며 또 금부(金符)를 받고 도원수(都元帥)까지 되어 권세는 한 나라를 좌우하였다.

## 생애

### 항몽시기
어려서부터 성품이 강직하고 도량이 넓었다. 할아버지 민성(敏成)이 양육하였으며, 조금이라도 자기 뜻에 맞지 않는 일이 있으면 땅바닥에 뒹굴면서 울었는데, 소나 말이 그를 피해 지나가니 사람들이 기이하게 여길 정도였다.
1229년 고종16년, 음서로 관직에 들어 18세에 산원 겸 식목녹사(式目錄事)를 겸하였고, 당시 시중 최종준(崔宗峻)은 충성스럽고 직언하는 성품을 사랑하여 예우하였으며, 큰 일이 있으면 모두 맡겼다.
여러번 자리를 옮겨 감찰어사에 올랐는데, 우창(右倉)을 감검(監檢)하면서 재상의 청탁도 거절하였다.
1248년 서북면 병마판관이 되었다. 그때 몽고의 침입이 시작되었고 위도(葦島) 방어의 공로가 있다. 거기에서 해조(海潮)를 막기 위하여 제방을 쌓고, 10여 리의 평탄한 지형을 농사에 이용하여 상당한 수확을 거두게 했을 뿐 아니라 빗물을 모아 못을 만들어 우물이 없는 불편을 덜게 하여, 모두 그 지혜를 칭찬하였다.
1263년 원종 4년, 지어사대사(知御史大使)에 승진하였고, 1263년(원종 4년) 진도에 침략한 왜구를 물리쳐 상장군이 되었으나 당시 정병(政柄)을 잡고 있던 유천우(兪千遇)와 대립하면서 꿋꿋한 의지를 보여주었으나, 반주(班主) 전분(田份)의 미움을 사서 문무겸직의 이유(문관이 무관의 벼슬을 겸함)로 남경유수(南京留守)로 좌천되었다. 그러나 인망이 두터워서 얼마 뒤에 서북면 병마사로 복직하였으며, 조정에 들어와 형부상서(刑部尙書), 추밀원부사(樞密院副使)가 되었다.

### 삼별초의 난 진압
당시 강화도(江都)에 천도하여 대몽항쟁을 벌였던 고려는 일단 강화를 한 다음 원나라와 개경환도문제로 실랑이를 벌이고 있었다.
1268년(원종 9년) 임연의 난으로 김준(金俊)을 제거하고 정권을 장악한 임연(林衍)이 1269년(원종 10년)에는 원종을 폐하고 안경공 창(安慶公 淐)을 왕으로 즉위시킴으로써, 반원(反元)의 입장을 굳히면서 환도를 거부하고 현상을 유지하는 정책을 쓰려고 하였다.
원나라 세조가 보낸 맹격도(孟格圖)가 이끄는 군사 2천과 함께 진압하려 하였다가 원나라의 강한 반대와 위협에 부닥쳐 원종이 복위되었다는 소식을 듣고 개경으로 돌아갔다. 그때 사신으로 원나라에 파견되어 이장용(李蔵用)의 천거를 받으면서 고려와 원나라의 군사적 충돌을 막고 사태를 악화시키지 않도록 진력하였다.
임연(林衍)이 원종(元宗)을 폐위시켰을 때, 세자(世子)가 몽고에 있으면서 군사를 보내어 임연을 토벌할 것을 청하니, 황제가 몽가독(蒙哥篤)을 보내어 이를 토벌하게 하였습니다. 세자가 김방경으로 하여금 같이 가게 하였는데, 김방경은 몽고군이 만약 대동강을 건너게 되면 반드시 전국이 놀라 변란(變亂)이 일어날까 두려우니 성지(聖旨)를 받들어 서경에 주둔(駐屯)하면서 성원(聲援)만 하고 대동강을 건너지 말 것을 말하였습니다만, 북계(北界)의 반민(叛民)인 최탄(崔坦) 등이 혼란한 기회를 타서 나라를 병탄(倂呑)할 뜻이 있어서 몽가독(蒙哥篤)에게 고발하여 말하기를, ‘본국이 장차 관군(官軍)을 죽이려고 제주(濟州)로 들어가고자 하니, 사냥나간다고 성언하고 대동강을 건너 왕경(王京,개경)을 엄습하여 왕족을 사로잡고 옥백(玉帛)을 모두 얻는 것만 같지 못하다.’ 하니, 몽가독이 장차 그대로 따르려 했으나, 김방경이 조서(詔書)를 어기고 대동강을 건너는 것이 불가함을 힘써 말하여 이를 중지시켰습니다.
이듬해인 1270년 6월 배중손(裵仲孫) 등이 삼별초의 난을 일으켜 승화후 온(承化後 溫)을 왕으로 추대하자 추도사(追討使)가 되어 참지정사 신사전(申思佺)과 함께 삼별초를 공격했다. 그때 그 토벌의 임무를 맡아 삼별초에 의하여 함락되기 직전의 전주와 나주를 구하고, 진도의 대안에서 토벌에 진력하다가 무고로 개경에 압송되기도 하였다.
그러나 곧 석방되어 상장군을 제수받고 다시 삼별초의 토벌에 힘쓰게 되었는데, 원나라의 원수 아해(阿海)의 후퇴를 막는가 하면, 단독으로 고려군을 이끌고 용전을 벌이기도 하였다.
1271년 새로 원나라의 원수로 임명된 흔도(忻都)와 더불어 진도를 사방에서 공격하여 삼별초의 토벌에 성공하고 승화후 온을 죽이고, 수태위 중서시랑 평장사(守太尉 中書侍郞 平章事)가 되었다. 김통정(金通精) 등이 남은 무리들을 이끌고 탐라(耽羅)에 들어가서 항전하자 1273년 행영중군병마원수(行營中軍兵馬元帥)로 원나라의 장수 흔도(炘都)와 홍다구(洪茶丘)와 함께 삼별초를 쳐서 완전히 평정하였다. 이 공로로 시중에 오르고, 그해 가을 원나라에 들어가 원나라의 세조(世祖)로부터 환대를 받았다.

### 1차 일본정벌
1274년 원종이 죽자 충렬왕이 즉위하였다. 고려와의 전쟁이 끝나고 강화가 성립됨에 따라 원은 일본지배에 눈을 돌리게 되었다. 당시 원(元) 세조(世祖)는 일본에게 항복할 것을 권하기 위해 모두 6차에 걸쳐 고려와 원의 사신을 일본에 파견했다. 당시 원이 일본초유의 의도에 대해서 남송(南宋) 정벌의 일환으로 보는 견해들이 있다. 원은 남송의 양양성(襄陽城) 공격(1268~1273)을 전후하여 일본초유를 시도하고 있으며, 그 목적은 해상으로 연결된 남송과 일본의 통교관계를 끊어 남송을 고립시키기 위함이었다.
그러나 일본이 원의 요구에 불응하자 원나라는 합포(合浦: 마산)에다 정동행성(征東行城)을 두고, 10월 일본 정벌에 홀돈(忽敦 : ?都)을 도원수(都元帥), 홍다구(洪茶丘)를 우부원수(右副元首), 유복형(劉復亨)을 좌부원수(左副元首)로 하고, 고려는 김방경(金方慶)을 도독사(都督使), 박지량과 김흔(차남)은 지병마사호, 임개를 부사로 삼았으며, 김선(金侁,장남)을 좌군사(左軍使)로 위득유를 지병마사로 손세정을 부사로 삼고, 김문비(金文庇)를 우군사(右軍使)로, 나유와 박보를 지병마사, 반부를 부사로 한 이른바 삼익군(三翼軍)으로 이를 돕게 하였다. 출발할 때의 군세는 병력이 몽고군과 한인병이 2만 5천 명, 함선이 9백 척이었다. 이 가운데 고려의 병력은 육군 8,000명, 수군 6,700명이었으나 함선과 군량은 모두 고려의 부담이었다.
연합군은 먼저 쓰시마(對馬島)를 정벌한 뒤 이키도(壹岐島)를 쳐서 그 성을 함락하였다. 다시 북큐슈(北九州)의 다자이부(太宰府)를 공략하기 위해 히젠(肥前)의 마쓰우라(松浦)를 짓밟고, 하카타만(博多灣)에 도착해 하카타·하코사키(箱崎)·이마쓰(今津) 등지에 상륙하였다.
일본군은 군세를 규합해 연합군에 대전했으나 공성(攻城)과 야전(野戰)에 능숙하고 화기를 사용하는 연합군의 적수가 되지 못하였다. 그러나 일본군의 강력한 저항과 마침 태풍이 불어 연합군은 많은 함선과 병사를 잃었으며, 좌군사 김선(장남)이 물에 빠져 죽는 등 막대한 손실을 입고 합포로 돌아왔다. 이때 돌아오지 못한 자가 절반이 넘는 1만 3,500명이나 되었다. 당시 고려인인 홍다구와 의견 충돌이 잦았던 것으로 보아, 군사작전의 문제로 실패한 것으로 보는 의견도 있다.
(→일본사 문영의 역).
그러나 그 공로로 상주국(上柱國)이 되고, 판어사대사(判御史臺事)가 가직(加職)되었다.

### 간
이듬해에 관제의 변화에 따라 첨의중찬 상장군 판전리감찰사사(僉議中贊上將軍判典理監察司事)에 임명되었으며, 1276년에는 성절사로서 원나라에 다녀오기도 하였다.
1277년에 위득유(韋得儒)·노진의(盧進義)·김복대(金福大)의 모함을 받아 원나라의 다루가치(達魯花赤) 석말천구(石抹天衢)에 의하여 구금되어 홍다구에게 참혹한 고문을 당하였지만 끝까지 거짓 자백을 하지 않고 백령도에 유배되었다.
그 뒤 다시 원나라에 이송되어 원나라의 세조가 충렬왕의 상소에 따라 무죄를 확인함으로써 비로소 방면되어 귀국하였다.
 위득유(韋得儒)·노진의(盧進義) 등이 김방경이 모반하였다고 무고(誣告)하고, 홍다구(洪茶丘)가 본국(本國) 에 불만이 있어서 김방경으로 하여금 〈원나라에 대하여 모반하였음을〉 무복(誣服)하게 하여 화(禍)를 국가에 전가시키고자 철색(鐵索)으로 그 목을 감고, 곧 이마에도 감으려 하자 왕이 차마 볼 수 없어서 김방경에게 말하기를, ‘천자(天子)가 어질고 성스러워 장차 그 사정이 거짓임이 밝혀질 터인데, 어찌 스스로 고통을 계속되게 하는가?’ 하니, 김방경은 ‘왕께서는 어찌 이러하십니까? 신이 어찌 감히 몸을 아껴 무복함으로써 사직(社稷)을 저버리겠습니까?’ 하고 끝내 굽히지 않으니, 이에 황제도 석방하고 불문에 부쳤습니다.  
그 뒤 중찬(中贊)에 임명되어 수상으로서 임무를 수행하였다.

### 2차 일본정벌
1280년 벼슬에서 물러날 것을 청하였지만 받아들여지지 않았다.
원나라는 제1차 일본 정벌(日本征伐)에서 큰 손실을 입었는데도 불구하고 그 야욕을 버리지 않았다. 그리하여 탐라(耽羅: 제주도)에 목마장(牧馬場)을 두고 일본을 정벌하기 위해 정동행중서성(征東行中書省, 征收日本行中書省, 行東行省)이라는 관부(官府)를 고려에 설치하였다. 한편, 일본의 반응을 타진하기 위해 2회에 걸쳐 일본에 사신을 보내어 국서(國書)를 전했으나 그 사신들이 모두 살해되었다.
이에 남송을 멸망시킨 원나라는 1281년(충렬왕 7) 제2차 일본 정벌을 단행하였다. 그동안 일본 원정에 소극적이던 고려는 적극적으로 원정 계획에 참여했다. 특히 충렬왕은 일본원정에 적극 협력함으로써 고려에 파견되어 있던 홍다구 등의 부원세력(附元勢力)을 축출하고 자신의 측근세력을 육성해 왕권을 강화하고자 했다. 또한 왜구의 근절을 기하려는 의도도 있었다.
이때 군세는 동로군(東路軍)·강남군(江南軍)의 양군으로 편성되어 동로군은 합포에서 출발하고, 강남군은 중국의 명주(明州)·정해(定海) 등 강남에서 출발하였다. 동로군은 여·원 연합으로 편성되어 총병력 4만 명에 함선 9백 척이었다. 그 중 원나라가 3만 명, 고려가 1만 명이었으며 함선 900척은 역시 고려의 부담이었다. 그리고 중국 강남지역에서 차출된 강남군은 총병력 약 10만 명에 함선 약 3,500척이었다.
김방경은 원나라로부터 중봉대부(中奉大夫)·관령고려국도원수(管領高麗國都元帥)의 직임을 받고, 1281년(충렬왕 7년) 제2차 일본 정벌에 다고려군 도원수(都元帥)로 10만 연합군을 이끌고 참전하였다. 동로군은 제1차 때와 같이 김방경과 홀돈의 지휘하에 합포를 출발, 이키도를 비롯해 구주 연안의 모든 섬을 공략하고 하카타만을 향해 공격하였다. 강남군은 원장(元將) 범문호(范文虎)의 지휘하에 강남을 출발, 구주 연안의 오도(應島)에서 동로군과 합세하고, 다자이부를 향해 공격하였다. 일본 히카타(傳多)의 전투에서는 승리하였으나, 일본군이 해변에 흙으로 옹벽을 쌓고 저항하는 통에 나아가 싸우지 않고 선상에서 대치만 하다가 태풍과 전염병으로 큰 손해를 입고 돌아왔다(→일본사 홍안의 역).
2차에 걸친 일본정벌의 실패는 태풍과 해전에 미숙함이 주요한 이유가 되었지만, 제일 큰 실패 원인은 군의 사기가 저하되어 있었던 데 있었다. 또한 국내사정도 혼란하였을 뿐 아니라 남송의 유민들마저 일본정벌의 불리함을 알고 종군하기를 꺼려하여 결국 전의를 상실하고 있었던 것이 커다란 영향을 끼쳤다고 볼 수 있을 것이다.
하지만 이를 계기로 일본은 고려와 원나라의 연합군과의 전쟁 준비로 국력을 낭비하여 가마쿠라 막부 정권이 쇠퇴하고 분열되어 남북조 시대로 넘어가는 중대한 계기가 되었다.
또한, 고려는 지금까지 몽고에 장기간 대항할 수 있었던 국력을 크게 상실하게 되었고, 일본정벌을 위해 설치되었던 정동행성은 이후 원나라에서 고려의 정치에 간섭하는 기관으로 변모하였다.

### 노후
- 64세에 최고 관직인 첨의중찬(수상)상장군 판전리사감찰사사(僉議中贊 上將軍 判典理事監察司事)가 되고,
- 72세에는 삼한벽상 추충정난정원공신 광정대부 삼중대광 판도첨의사 상장군 판전리사사세자사(三韓壁上 推忠靖難定遠功臣 匡靖大夫 三重大匡 判都僉議事 上將軍 判典理司事世子師)를 더했다.
- 84세에는 첨의령(僉議令) 가자(加資)와 상락군개국공(上洛郡開國公) 식읍일천호식실봉삼백호(食邑一千戶食實封三白戶)를 가봉 받았고,
- 사후(1307년) 선충협모정난정국공신 벽상삼한삼중대광(宣忠協謨定難靖國功臣 壁上三韓三重大匡)으로 추증되고 시호 충렬을 받았다.

## 가족 관계
- 증조 - 김의화(金義和) : 영가군사호(永嘉郡司戶), 증(贈) 검교군기감(檢校軍器監)
  - 조부 - 김민성(金敏成/金敏誠) : 행장야서승(行掌冶署丞)·직사관(直史館), 증 우복야(右僕射)
    - 아버지 - 김효인(金孝印, ? ~ 1253년) : 병부상서(兵部尙書)·한림학사(翰林學士)·충사관수찬관(充史館修撰官)·지제고(知制誥)
    - 어머니 - 원흥진부사(元興鎭副使)· 낭장(郎將) 송기(宋耆)의 딸
      - 첫째 부인 - 기거랑(起居郞)· 지제고 박익정(朴益旌)의 딸
        - 장남 - 김선(金愃) : 부지밀직사사(副知密直司事)·전법판서(典法判書)·상장군(上將軍), 김방경보다 먼저 사망함
        - 차남 - 김흔(金忻, 1251년 ~ 1309년) : 도첨의찬성사(都僉議贊成事)·자의도첨의사사(咨議都僉議司事)
        - 3남 - 김순(金恂, 1258년 ~ 1321년) : 판삼사사(判三司事)·보문각대제학(寶文閣大提學)·상호군(上護軍), 문영공(文英公)
        - 첫째 사위 - 조변(趙抃, ? ~ 1288년) : 지밀직사사(副知密直司事)·상장군·전리판서(典理判書)
        - 둘째 사위 - 경수(慶綏) : 판통례문사(判通禮門事), 경복흥(慶復興)의 조부
        - 셋째 사위 - 권윤명(權允明) : 도첨의평리(都僉議評理)·상장군

      - 둘째 부인 - 손씨(孫氏)
        - 넷째 사위 - 채홍철(蔡洪哲, 1262년 ~ 1340년) : 우문관대제학(右文館大提學)·영예문관사(領藝文館事)·순천군(順天君)

### 기타 후손들
- 문온공 김구용 척약재
- 익원공 김사형 혼일강리역대국도지도 제작
- 충무공 김시민
- 충무공 김응하
- 김질
- 김수동
- 백범 김구

## 김방경이 등장하는 작품

### 소설
- 『검푸른 해협(원제: 風濤)』 이노우에 야스시[3]
- 『충렬공 김방경 (고려를 지키고 안동에 돌아오다) 』배영동, 장동익 이외 1명 저, 민속원,2007.01.30
- 『김방경 일본을 정벌하라』 김봉석 저, 시간의물레, 2006.10.25
- 『삼별초 항쟁 가까이 (우리역사가까이 2)』 서찬석 저, 2007.07.23

### 드라마
- 『호조 토키무네』 (2001년, NHK 대하드라마) - 대서화(戴書華)

## 관련 문화재
- 김방경 묘지석 (경상북도 유형문화재 제421호)

## 같이 보기
- 홍다구
- 원나라의 일본 원정
- 여몽연합군의 일본정벌
- 이방실
- 김사형
- 김사렴

## 참고 문헌
- 《고려사》
- 《고려사절요》
- 《조선왕조실록》